# The Stones in the Park
The Stones in the Park è un film concerto del gruppo rock britannico The Rolling Stones pubblicato nel 1969.

## Il concerto
L'esibizione si riferisce al concerto gratuito tenutosi il 5 luglio 1969 a Hyde Park, Londra, che oltre ad ospitare i Rolling Stones come gruppo principale, vide anche la presenza di Family, King Crimson, Roy Harper, e Alexis Korner che si esibirono davanti a un pubblico di circa 500,000 persone. La porzione del concerto relativa agli Stones venne filmata dalla Granada Television.
Il festival fu un capitolo importante nella carriera degli Stones. Non si erano più esibiti in pubblico sin dall'inizio del 1967, a causa dei vari problemi legali che li avevano tenuti occupati (su tutti gli arresti per droga di Mick Jagger, Keith Richards, e Brian Jones). Jagger pensava che la vera forza della band risiedesse nelle sue esibizioni live, piuttosto che nel lavoro in studio, e convinse gli altri a tornare sul palco. Tuttavia, il progressivo straniamento di Brian Jones dalla band ed il suo calante contributo musicale (apparve solo in due tracce dell'album Let It Bleed allora in lavorazione) creò varie problematiche. Nel giugno 1969, Jagger, Richards, e compagni decisero di estromettere dal gruppo Jones a causa del suo cattivo stato psicologico e fisico.
Mick Taylor si unì alla band come suo sostituto dietro raccomandazione di John Mayall, e la Blackhill Enterprises, che aveva in precedenza organizzato con successo diversi concerti a Hyde Park, fu contattata per organizzare lì un festival musicale gratuito. Quando venne chiesto a Jagger perché il concerto sarebbe stato gratis, egli rispose facendo notare che tanto anche dai precedenti tour degli anni passati la band non aveva guadagnato poi così tanto.
L'esibizione sarebbe stata il debutto ufficiale dal vivo di Taylor con il gruppo, ed era stata intesa come l'occasione per la sua presentazione al pubblico, ma Brian Jones morì improvvisamente il 3 luglio, due giorni prima del festival, e gli Stones decisero di trasformare il tutto in un concerto commemorativo in suo onore. In apertura d'esibizione, Jagger lesse uno stralcio del poema di Percy Bysshe Shelley sulla morte di John Keats, Adone, dedicandolo al compagno scomparso.

## Il video
Dopo una serie di apparizioni su videocassetta per etichette minori o su bootleg, The Stones In The Park fu pubblicato su DVD-Video nel marzo del 2001 rimasterizzato, ma con audio mono. Nel 2006 fu pubblicata una versione limitata con audio Dolby Digital 5.1 e con interessanti contenuti extra tra i quali alcuni brani inediti non presenti nella edizione originale del film.

## Accoglienza
Recensendo in retrospettiva il DVD del concerto degli Stones, generalmente la critica si espresse dicendo "che non si trattava del miglior film sulla band e della loro miglior performance dal vivo, ma che catturava il gruppo in un momento significativo della propria storia".

## Contenuti

### Tracce
1. Mindnight Rambler
2. Satisfaction
3. I'm Free
4. I'm Yours, She's Mine
5. Jumping Jack Flash
6. Honky Tonk Woman
7. Love in Vain
8. Sympathy for the Devil

### Contenuti speciali del DVD del 2006
- Tre canzoni filmate durante il concerto, tagliate dalla versione finale del film: Mercy, Mercy, Stray Cat Blues e No Expectations. In questi brani il sonoro è a tratti incompleto e Stray Cat Blues non ha l'audio 5.1, ma mono.
- Intervista con Mick Jagger tratta dal programma televisivo britannico World in Action dove il cantante parla del suo arresto per possesso di droga e delle vicende legate al suo rilascio.
- Conferenza stampa di Mick Jagger seguita al suo rilascio dalla prigione nel 1967.
- Servizio giornalistico muto del 1964 con i Rolling Stones ai tempi dei loro primi successi.
- Intervista con Bill Wyman e Charlie Watts sul soggiorno/esilio in Francia nel 1971 prima della registrazione di Exile on Main Street.

## Formazione
- Mick Jagger - voce
- Keith Richards - chitarra
- Mick Taylor - chitarra
- Bill Wyman - basso
- Charlie Watts - batteria